# 1642
1642 (MDCXLII) fue un año común comenzado en miércoles, según el calendario gregoriano.

## Acontecimientos
- 4 de enero: en Londres —en el marco de la Guerra Civil Inglesa— el rey Carlos I intenta arrestar a 5 líderes del Parlamento, pero estos logran escapar.
- 5 de enero: en Londres (Inglaterra), el Parlamento aprueba el acta de acusación La Gran Amonestación contra el rey Carlos I.
- 28 de marzo: en Cataluña se libra la Batalla de Montmeló.
- 17 de mayo: en Canadá, Paul Chomedey de Maisonneuve funda la Villa María de Montreal.
- 2 de septiembre: en Londres, el Parlamento ordena que se cierren todos los teatros de la ciudad, acabando con la era del Teatro isabelino.
- 20 de noviembre: en Jiangsu (China) se registra un terremoto de 5 grados de la escala sismológica de Richter (e intensidad 6).
- 24 de noviembre: en Oceanía, el británico Abel Tasman es el primer europeo que avista la isla Van Diemen (más tarde renombrada Tasmania).
- 13 de diciembre: en Oceanía, Abel Tasman es el primer europeo que avista Nueva Zelanda.
- En el Oriente de Asia, los holandeses echan a los españoles de la isla de Formosa.
- En Kaifeng (China) sucede la Inundación de Kaifeng: unas 300 000 personas mueren cuando el ejército de la dinastía Ming rompe intencionalmente las represas y diques del río Amarillo para destruir el sitio de los soldados rebeldes de Li Zicheng. Termina la «edad de oro» del asentamiento judío en China. En esta época había unos 5000 judíos en China, principalmente en Kaifeng. (Ver Judíos de Kaifeng).

## Arte y literatura
- En España se publica Arte de ingenio, tratado de la agudeza, de Baltasar Gracián.
- En Holanda, Rembrandt pinta Ronda de noche.
- En Venecia, Claudio Monteverdi estrena L'incoronazione di Poppea.
- En Inglaterra, se publica Religio medici, de Thomas Browne.

## Nacimientos
- 2 de enero: Mehmed IV, sultán otomano entre 1648 y 1687 (f. 1693).
- 3 de enero: Diego Morcillo Rubio de Auñón, nacido en Villarrobledo. Virrey del Perú (f. 1730).
- 15 de abril: Suleiman II, sultán otomano entre 1687 y 1691 (f. 1691).
- 6 de diciembre: Johann Christoph Bach, organista y compositor alemán (f. 1703).
- 25 de diciembre: Isaac Newton, físico, filósofo, inventor, alquimista, teólogo y matemático inglés. (f. 1727)

## Fallecimientos
- 8 de enero: Galileo Galilei, físico y matemático italiano (n. 1564).
- 4 de diciembre: Armand-Jean du Plessis, «Cardenal Richelieu», cardenal y primer ministro francés (n. 1585).